# Pauline Réage
Dominique Aury (1907-1998) és una escriptora francesa coneguda per la seua novel·la Història d'O, que va escriure amb el pseudònim Pauline Réage.